# ليزر تكتيكي عالي الطاقة

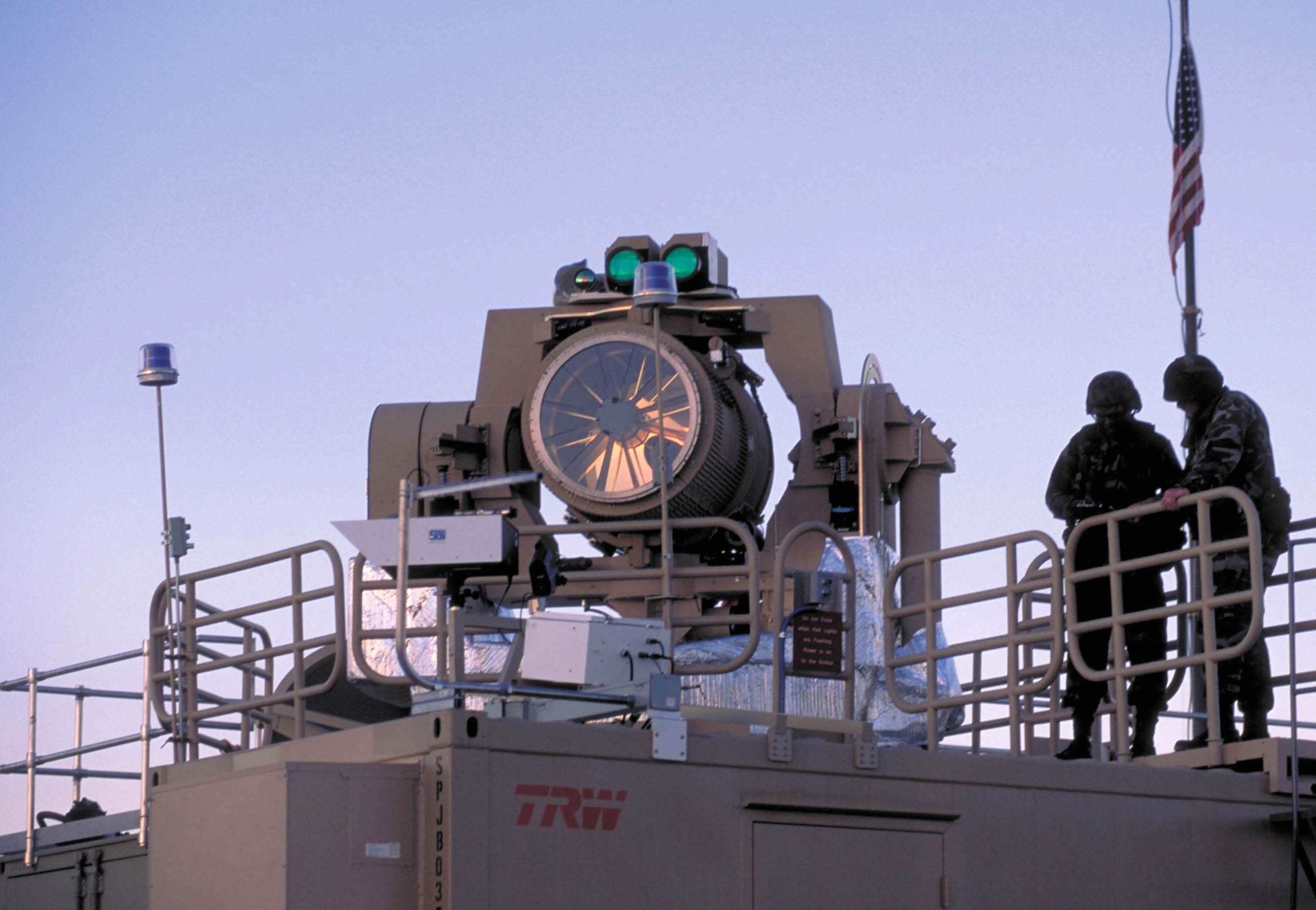
استعراض تقنية الليزر التكتيكي عالي الطاقة THEL (ACTD).

Tactical High Energy Laser ، ليزر تكتيكي عالي الطاقة ، باختصار THEL ، كان مشروعًا لنظام سلاح ليزر عالي الطاقة ، والذي يجب أن يجمع بين مكونات تقنية شعاع الليزر مع المستشعرات وتكنولوجيا التوجيه لتشكيل نظام دفاع نشط ضد قذائف المدفعية والصواريخ الحربية . أُوْقِفَ التطوير بعد عشر سنوات - مع تبرير رسمي بأن التكاليف كانت مرتفعة للغاية. كانت معدلات إصابة الأهداف ضئيلة أيضًا وكانت الأجهزة ضخمة جدًا وغير متحركة.

## التاريخ التطوير
في التسعينيات بدأت الولايات المتحدة وإسرائيل مشروعًا مشتركًا يسمى نوتيلوس ، والذي يهدف إلى تطوير ليزر لضرب صواريخ العدو. أُجْرِيَ اختبار ناجح في عام 1996. لذلك تم التوقيع على إعلان نوايا بين حكومتي الولايات المتحدة وإسرائيل في 18 يوليو / تموز 1996 ، حيث تمت صياغة الهدف لما يسمى بـ Advanced Concept Technology Demonstrator (ACTD) باستخدام ليزر مضخ كيميائيًا (ليزر فلوريد الديوتيريوم ). - الليزر الكيميائي الفلورايد ، DFCL). كانت مصلحة الولايات المتحدة هي حماية القواعد الأجنبية وحماية القوات من هجمات المدفعية. تم منح العقد بقيمة 89 مليون دولار لشركة TRW .
كانت الاختبارات في منطقة White Sands Missile Range في نيو مكسيكو ناجحة. على سبيل المثال ، في العديد من العمليات التجريبية دمر النظام ما مجموعه 28 صاروخ كاتيوشا قادمة أثناء الطيران. وخلال اختبارات أخرى أجريت على مدى السنوات القليلة الماضية ، تمكنت من تدمير قذائف مدفعية قادمة. في أوائل مايو 2004 ، تم إسقاط صاروخ أكبر حجماً عالي التحليق بنجاح ؛ نوع من الهدف لم يكن أصلا من تصميم THEL . يوم 24 أغسطس / آب 2004 نجح الليزر في تدمير قذائف الهاون ، وهي أصغر بكثير وبالتالي يصعب تحديد مكانها. وعلى الرغم من هذه النجاحات ، توقف جيش الولايات المتحدة عن تمويل المشروع في نهاية عام 2004 بحجة أن النظام كان ضخمًا للغاية بحيث لا يمكن نقله. ومع ذلك فإن قسم أنظمة الطاقة الموجهة بشركة نورثروب جرومان ، والتي أصبحت شركة TRW الآن جزءًا منه ، يواصل التطوير لإنتاج نظام متنقل أصغر حجمًا.
في أوائل مايو 2005 انتشرت شائعات بأن النموذج الأولي الحالي كان سيُنقل إلى بغداد لحماية المنطقة الخضراء المحلية من الهجمات الصاروخية وقذائف الهاون من قبل المتمردين العراقيين. 

## مبدأ التشغيل
يتكون نظام THEL بشكل أساسي من أربعة أجزاء: الليزر الفعلي ونظام تتبع الهدف ( مؤشر تعقب ) ومركز التحكم (مركز القيادة والتحكم والاتصالات والاستخبارات C3I ) ووحدة الرادار ( رادار ضبط الضرب ).
يتم اكتشاف قذيفة معادية وتسجيلها بواسطة الرادار ، وتحديد والموقع ، والسرعة ، والاتجاه ، وما إلى ذلك ، ويتم توصيلها إلى نظام THEL الرئيسي ، الذي يستخدم مستشعراته لتسجيل الهدف وتتبعه بصريًا وإجراء تعديلات دقيقة. ويتم حساب النقطة الزمنية المثلى لإطلاق النار وفي أفضل نقطة زمنية يتم تشعيع القذيفة بنبضة ليزر ، مما يؤدي إلى تسخينها لدرجة أنها تنفجر. تبلغ تكلفة كل طلقة ليزر 3000 دولار ، في كل مرة يتم فيها إطلاق فلوريد الهيدروجين السام في الغلاف الجوي حيث يتم الحصول على الطاقة العالية المطلوبة من خلال عملية كيميائية. نظرًا لكميات المواد الكيميائية السامة وضخامتها ، لا يمكن استخدام النظام إلا على نطاق محدود في المناطق المأهولة.

## MTHEL / سكاي جارد
الهدف من تطوير THEL المحمول هو تقليص حجم النظام إلى حد يمكن نقله جواً باستخدام طائرة نقل C-130 . هذا يتطلب تصغير كبير في حجم ACTD . في يوم 12 يوليو 2006 ، أعلنت شركة Northrop Grumman عن تطوير نظام قائم على THEL يسمى نظام ليزر دفاعل يحمي السماء Skyguard Laser Defense System .  يجب أن يكون النظام الجديد أقوى من سابقتها بالعديد من التحسينات التكنولوجية. يقال إن المنطقة المحمية بواسطة Skyguard يبلغ قطرها عشرة كيلومترات.

## الليزر المحمول جوا
يُعرف نظام السلاح الذي تم اختباره بواسطة سلاح الجو الأمريكي باسم الليزر المحمول جوا Airborne Laser . تتمثل المهمة الرئيسية لنظام هذا السلاح في الدفاع ضد الصواريخ باستخدام شعاع ليزر عالي الطاقة ، يتم إنشاؤه على متن طائرة Boeing 747-400F المعدلة.

## انظر ايضا
- سلاح الطاقة (ديو)
- الليزر القائم على الفضاء (SBL)
- معجزة

- دليل الطاقة الموجهة
- قيادة الدفاع الصاروخي والفضائي للجيش الأمريكي  [لغات أخرى]‏ (SMDC)
- الدفاع الصاروخي الوطني (NMD)
- القبة الحديدية
- سيف ضوئي
- الشعاع الحديدي

## روابط انترنت
- نسخة محفوظة [Date missing], at www.capitolsource.northropgrumman.com (engl.)
- SPIEGEL Online - Meisterschuss mit dem Laser (16. Dezember 2002)
- SPIEGEL Online - Die High-Tech Waffen der Hisbollah und der THEL (17. Juli 2006)
- SPIEGEL Online - Zehn Jahre für einen lahmen Laser (2. August 2006)